# Izajasz (ormiański współpatriarcha Jerozolimy)
Izajasz (ur. ?, zm. ?) – w latach 1430–1431 ormiański współpatriarcha Jerozolimy